# Hovawart
El hovawart es una raza de perro de gran tamaño originaria de la Selva Negra, en el suroeste de Alemania.
Esta raza presenta una coloración típicamente negra, si bien es posible encontrar otras capas. Bien extendida por Europa, los orígenes del hovawart se remontan al siglo XIII.